# Pałac w Gaju Małym
Pałac w Gaju Małym – zabytkowy pałac we wsi Gaj Mały w województwie wielkopolskim.
Pierwotny parterowy dworek z mansardowym dachem, zbudowany został w 1803 dla gen. Filipa Nereusza Raczyńskiego. W 1845 syn Filipa, Atanazy Raczyński wystawił w pobliżu dworku piętrowy, wysoko podpiwniczony pałac z tarasem na południowej fasadzie. Przebudowa z roku 1861 połączyła obydwa budynki trzykondygnacyjną wieżą bramną z bramą przejazdową. 
W latach 1862–1865 dodano wschodnią cylindryczną basztę narożną łącząca budynek pałacu z prostopadłym do niego skrzydłem mieszczącym galerię portetów. W tym samym czasie ujednolicono wizualnie dekorację elewacji używając form neogotyckich i neorokokowych (obramienia okien). W niszach elewacji galerii kopie rzeźb antycznych (Dionizos, Kora i Herakles). Nad bramą przejazdową rzeźba przedstawiająca Apolla.
Pałac otoczony niewielkim (5ha) parkiem krajobrazowym z aleją lipową. Pałac i park w znacznym stopniu zdewastowane. Obecnie w galerii kaplica z rokokowym ołtarzem z 1759, reszta pałacu zaniedbana, nieużywana.